# Laurentius Ursellius
Laurentius Ursellius (Forlì, ... – ...; fl. XVII secolo) è stato un giurista italiano del XVII secolo.

Examen apum siue conclusionum legalium, 1632
(Fondazione Mansutti, Milano).

È nota la sua opera Examen apum siue conclusionum legalium, in cui egli utilizzò la metafora dello sciame d'api come omaggio alla famiglia Barberini, nel cui stemma campeggiavano le api ed è proprio a Francesco Barberini che l'autore ha dedicato l'opera. Il libro raccoglie, in due volumi con un terzo di indice, i commenti giuridici a varie sentenze rotali e della Sacra Rota Romana.